# Hayey Sara

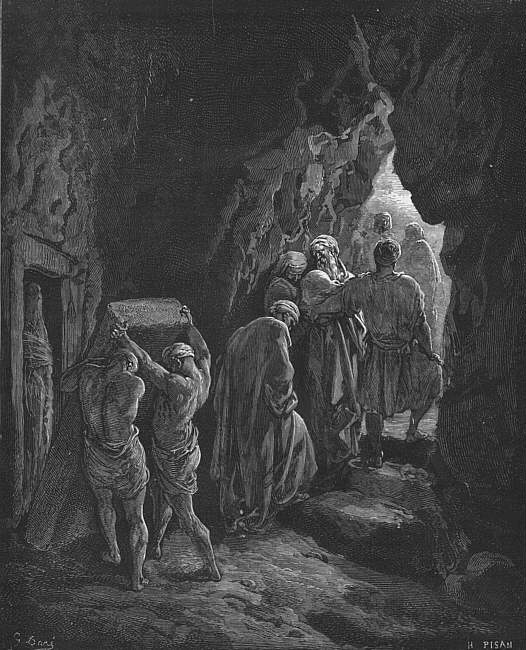
Îngroparea Sarei, gravură ilustrație a Bibliei de Gustave Doré, Sainte Bible, 1865

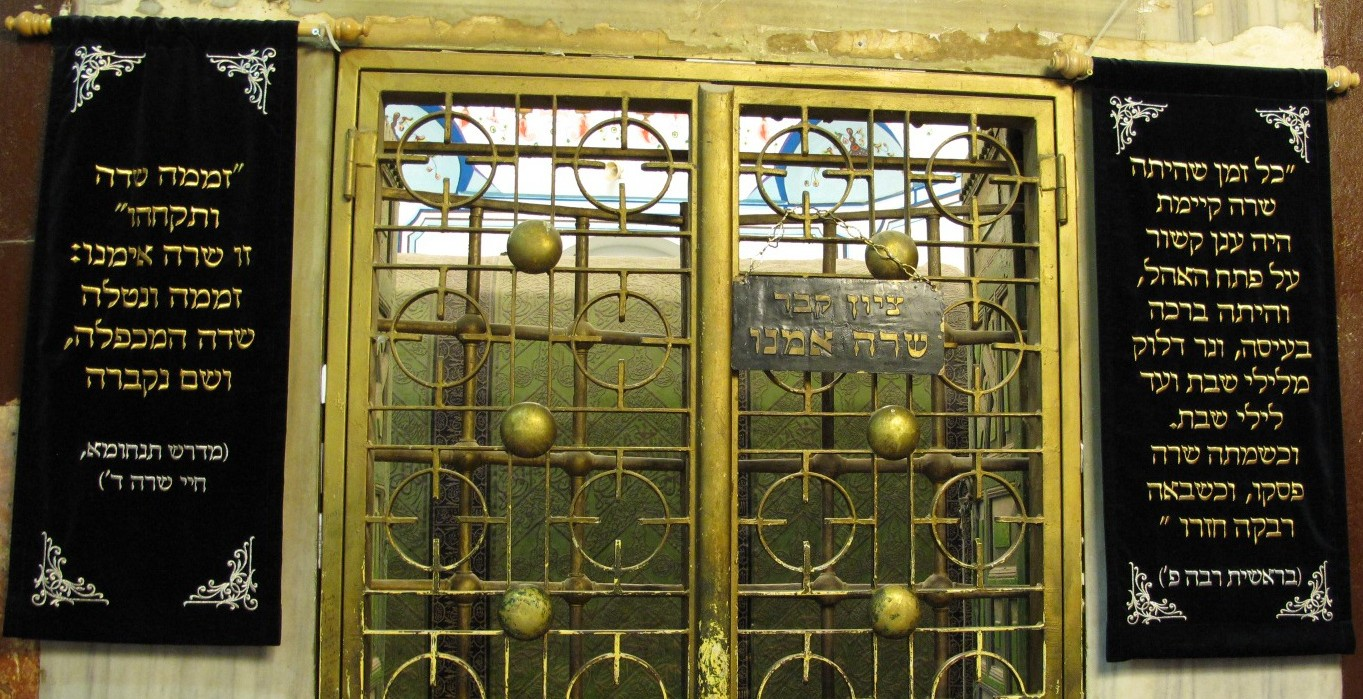
Cenotaful Sarei în Sanctuarul peșterii Mahpela din Hebron

Hayey Sara (în ebraică : חיי שרה « Viața Sarei ») este a cincea pericopă (parashá sau sidrá) săptămânală din ciclul anual iudaic al lecturii Torei (Cărțile lui Moise sau Pentateuhul) 
Ea este constituită de textele din  Cartea Facerii sau a Genezei 23:1-25:18. Se numește Viața Sarei după primele cuvinte -  Sara a trăit o sută douăzeci și șapte de ani (literal în textul ebraic: Viața Sarei a fost...ויהיו חיי שרה)
Evreii o citesc în a cincea sâmbătă după sărbătoarea de Simhat Tora, în luna Marheshvan, căzând, de obicei, în noiembrie, rareori la sfârșitul lui octombrie.
Pericopa povestește despre târguielile lui Avraam pentru a cumpăra un loc de înmormântare pentru răposata sa soție, Sara, și despre misiunea servitorului Eliezer de a găsi o mireasă fiului lui Avraam și Sara, Isaac.

### Conținutul

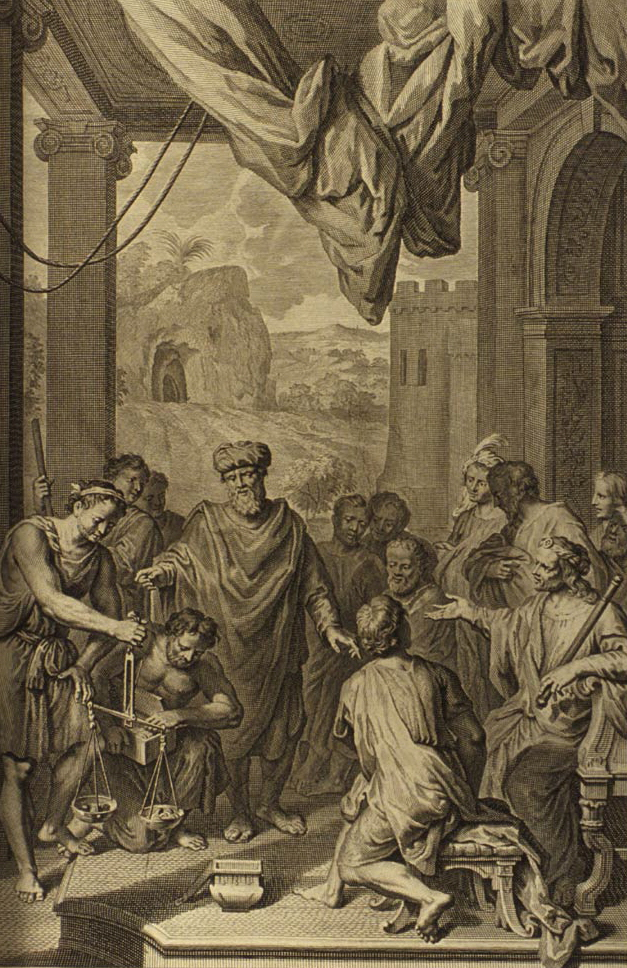
Avraam aduce arginții lui Efron.Gravură de Gerard Hoet, ilustrație la Biblie, Haga, 1728

- Dupa moartea Sarei la vârsta de 127 ani Avraam a cumpărat de la prințul hitit Efron cu 400 de sicli de argint peștera dublă Mahpela de la Hebron, pentru a-și îngropa acolo soția. Hebronul a fost denumit mai târziu și Kiryat Arba (Orașul celor patru), deoarece în Peștera Mahpela au fost înmormântate patru perechi: Adam și Eva, Avraam și Sara, Isaac și Rebeca, și Iacob si Lea.
- Avraam și-a trimis servitorul, cu multe daruri, pentru a-i găsi lui Isaac o soție în patria și familia sa, la Haran
- Servitorul a cerut lui Dumnezeu un semn, care să-i arate că a făcut alegerea justă.
- Rebeca, fiica lui Betuel, s-a potrivit cu acest semn.
- Fratele lui Rebeca, Laban (Lavan) și Betuel consimt ca Rebeca să devină soția lui Isaac si sa plece cu servitorul, cu condiția ca ea să accepte.
- Rebeca se mută în cortul Sarei ca soție a lui Isaac.
- Avraam mai are șase fii din căsătoria cu Ketura
- Avraam moare la vârsta de 175 ani si este înmormântat de Isaac și Ismael în Peștera Mahpela.
- Lista urmașilor lui Ismael, care a murit la 137 ani.

### Haftará
Haftara care este citită cu ocazia sâmbetei în care se citește pericopa Hayey Sara este:
1/ pentru evrei așkenazi,sefarzi și iemeniți dardai - pasajul Regi I, 1-31
2/ pentru evreii iemeniți:pasajul  Regi I 1:1-36, 46
3/ pentru caraiți - pasajul Isaia 51:2-22

### În cultul evreilor orientali
După conținutul pericopei săptămânale, evreii orientali aleg în fiecare săptămână un maqam potrivit pentru muzica serviciului religios. Pentru pericopa Hayey Sara, ei folosesc Maqam Hijaz, un maqam care exprima doliul și tristețea, dat fiind ca in aceasta pericopa se vorbeste de moartea Sarei și a lui Avraam.

### Porunci
După cum remarca Maimonide și Sefer Hahinukh (Cartea educației) în această pericopă nu există porunci sau comandamente divine.

### Izvoare

#### Biblie
- Geneza 29:1-12   (întâlnirea la puț).
- Exodul 2:15-21  (întâlnirea la puț ).

Această pericopă est citată sau dezbătută în izvoarele următoare  :
- Josephus Flavius, Antichități iudaice  1:16:2 §248.
- Mishna: Kiddushin 4:14; Avot 5:19.
- Tosefta: Sota 7:3, 10:5; Kiddushin 5:17.
- Talmudul ierusalimic Brahot 43a.
- Talmudul Babilonian: Brahot 18a, 26b, 61a; Shabbat 62b, 77a; Eruvin 18b, 53a; Pessahim 3a; Yoma 28b; Taanit 4a; Meghila 17a; Moed Katan 18b; Yevamot 61b; Ketubot 57b; Nedarim 41b; Sotah 5a, 14a; Guittin 76a; Kidushin 2a, 4b, 82a; Baba Kamma 92b; Baba Metzia 87a; Baba Batra 16b, 69b, 141a; Sanhedrin 46b, 59b, 91a, 95a, 107b; Shavuot 38b; Avodah Zarah 7b; Zevahim 62b; Hulin 95b, 120a; Bekhorot 50a.

- Bereshit Rabba: 8:13; 38:10; 42:5; 45:9; 48:16; 55:6; 58:1–62:5; 65:9; 66:4; 68:2–4, 9; 70:12; 79:7; 85:7; 96; 97.
- Shemot Rabba: 1:32; 31:17; 32:9.

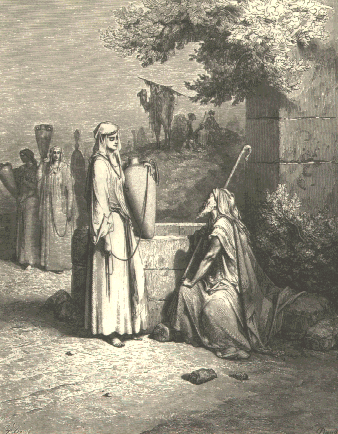
Eliezer și Rebeca. Gravură de Gustave Doré, ca ilustrație la Sainte Bible, 1865

- Vaikra Rabba: 19:5; 20:11; 30:10; 37:4.
- Bamidbar Rabba: 2:1, 26; 10:5; 14:10–11; 15:12; 19:32; 21:20.
- Devarim Rabba: 2:11; 9:4; 11:1.
- Shir Hashirim Rabba: 2:41; 3:8.
- Ruth Rabba: 4:3; 7:12.
- Eikha Rabba 1:19.
- Kohelet Rabba 2:30.
- Esther Rabbah 2:9.
- Rashi despre Geneză 23–25.
- Zohar 1:21a, 50a, 100b, 103a, 121a–34a Arhivat în 22 iunie 2008, la Wayback Machine., 135b, 141a, 142a, 181b, 187a, 223a, 224a; 2:39b, 236a; 3:103a, 148b, 158a; Raya Mehemna 60a.
- Thomas Mann. Joseph und seine Brüder, Die Geschichten Jaakobs. S. Fischer Verlag, Frankfurt am Main. ISBN: 3596294355